# Embolie de cholestérol
 Mise en garde médicale
L’embolie de cholestérol est une forme particulière d’embolie artérielle où il y a migration de cristaux de cholestérol, provenant le plus souvent d’une rupture d’une plaque d’athérome vers la distalité de l’arbre artériel.
Elle se distingue de l’embolie graisseuse, secondaire à une fracture osseuse, où l’embolie se fait le plus souvent vers les poumons.

## Historique
Elle a été décrite pour la première fois en 1844 lors d'une autopsie et est restée très longtemps un diagnostic nécropsique. En 1961, des lésions du fond d'œil ont été attribuées à ce mécanisme.

## Mécanisme et causes
Au niveau de l’artère, la plaque d’athérome est limitée par une couche cellulaire, l’endothélium. Elle est composée de cholestérol, sous forme soluble et cristalline et de cellules. La proportion de cholestérol cristallin est d'environ 40 %. En cas de rupture de l’endothélium, le contenu migre dans le flux sanguin, c’est-à-dire vers la distalité de l’artère et se retrouve bloqué par la diminution progressive du calibre des artérioles. L'importance de l'épaisseur de la plaque d'athérome semble être corrélé avec le risque de survenue d'une embolie de cholestérol.
La rupture endothéliale peut être spontanée mais peut être également conséquence d’un acte thérapeutique (ponction au niveau d’une plaque, ou abrasion de cette dernière lors de la montée d’une sonde endovasculaire, comme lors d’une coronarographie). Cette complication reste cependant rare (taux inférieur à 1 pour 1 000). Cet accident est sensiblement plus fréquent lors d'une chirurgie cardiaque, particulièrement en cas d'usage d'une circulation extra-corporelle.
Le blocage des cristaux va empêcher le passage du sang en distalité, provoquant une ischémie (défaut d’oxygénation) du territoire de l’artériole. Ces cristaux étant de taille microscopique, le tableau est celui d’une pluie d’emboles distaux, ce qui le distingue de l’embolie classique par un caillot, où une seule artère ou artériole est concernée. Ces emboles vont provoquer une réaction inflammatoire.
Le traitement anti-coagulant est classiquement associé avec un risque de survenue d'une embolie de cholestérol. Ce risque n'est cependant pas démontré et semble, de toute façon, faible.

## Conséquences
Elles dépendent logiquement de la localisation de la plaque d'athérome responsable.
L'aspect le plus caractéristique est lorsque cela se produit au niveau d'un membre, donnant un livedo reticularis ou un ou plusieurs doigts bleus (cyanose) et douloureux.
Elle peut provoquer une insuffisance rénale si l'artère rénale est concernée, un accident vasculaire cérébral si c'est une artère carotide...
Le syndrome inflammatoire se manifeste par une fatigue, une fièvre.
Au niveau biologique, le taux de polynucléaires éosinophiles est fréquemment augmenté.

## Traitement
Il n'existe pas de traitement spécifique.
L'utilisation d'une statine comme médicament pourrait diminuer le risque de récidive.
Il n' y a pas d'indication à mettre sous anti-coagulant.
Le traitement chirurgical d'un anévrisme de l'aorte abdominal ou d'une lésion athromateuse d'une grosse artère pourrait prévenir ce type de complications.